# Règle du maître

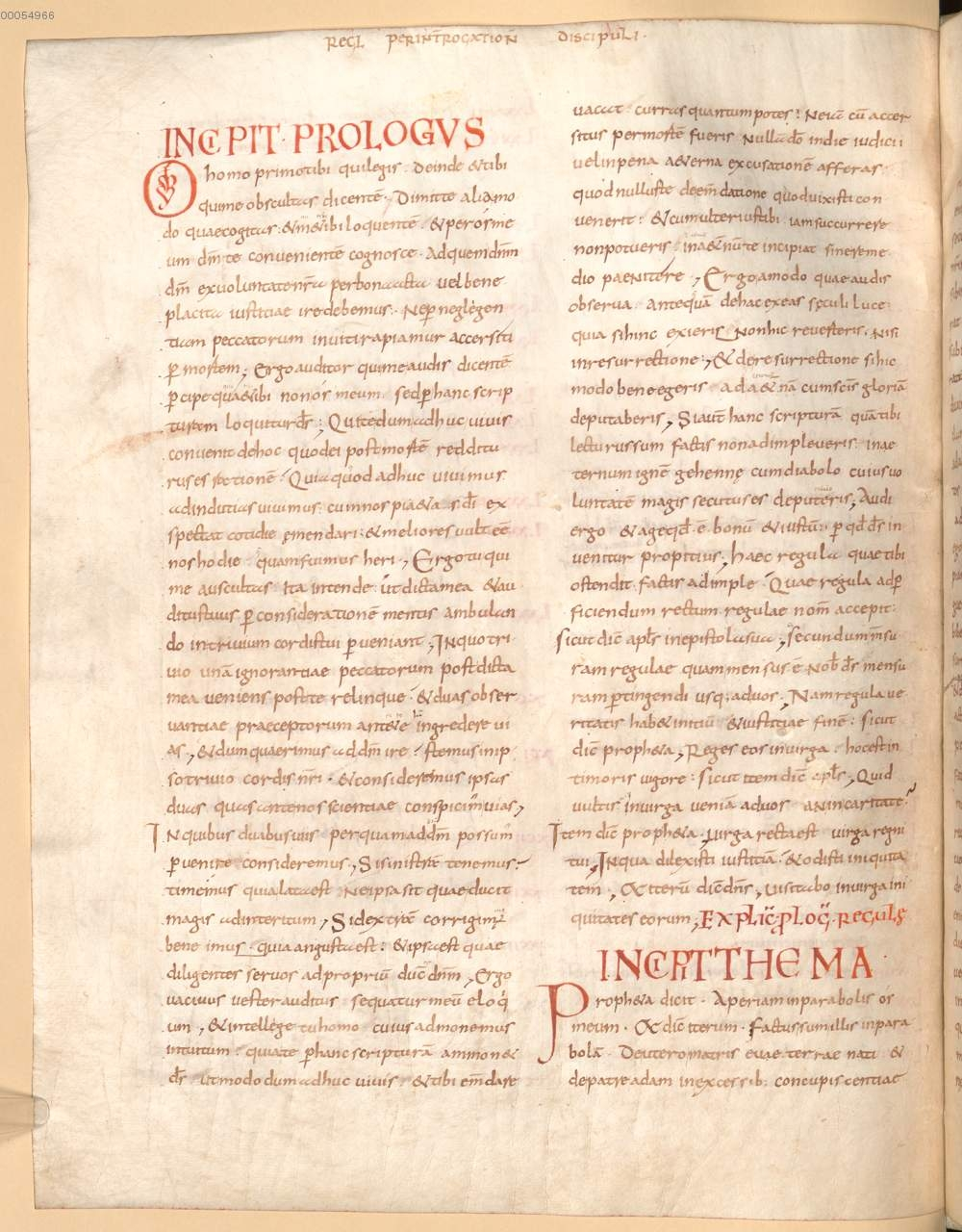
Règle du maître (Regula Magistri)

La règle du Maître (du latin Regula Magistri) est un document monastique anonyme latin du début du VIe siècle, rassemblant une série de préceptes de vie monastique. Le document est présenté comme dialogue entre un maître et des disciples cherchant à progresser dans la vie spirituelle. Chaque dialogue commence par les mots « Les disciples interrogent » : (Interrogatio discipulorum) et la réponse commence par « Le maître répondit » : (Dominus respondit). D’où le titre donné à ce document anonyme.
Le document, composé soit en Gaule, dans la zone d'influence des "Pères du Jura", soit dans le Latium, eut de l’influence dans le développement de la vie monastique, particulièrement du fait que, connu de saint Benoît de Nursie, il fut sans doute utilisé dans la composition de sa propre règle (la règle de Saint-Benoît). On perçoit son influence également dans le Codex regularum de Benoît d’Aniane. 
Cependant, aucune tradition monastique ou famille religieuse contemporaine ne se réfère directement à la règle du Maître.

## Édition critique moderne
La collection Sources chrétiennes a publié en trois volumes une édition critique approfondie de la règle du Maître, sous la direction du moine bénédictin Adalbert de Vogüé:
- Vol. 1 : La règle du Maître (du prologue au ch. 10), Introduction, texte, traduction et notes par Adalbert de Vogüé, Ed. du Cerf, (Sources chrétiennes, N° 105), Paris 1964.
- Vol. 2 : La règle du Maître (du ch. 11 au ch. 95), Texte, traduction et notes par Adalbert de Vogüé, Ed. du Cerf (Sources chrétiennes N° 106), Paris 1964.
- Vol. 3 : La règle du Maître : Concordance verbale du texte critique conforme à l'orthographie du manuscrit (Par. Lat. 12205), par Jean-Marie Clément, Jean Neufville et Daniel Demeslay, Éditions du Cerf (Sources chrétiennes N° 107), Paris, 1965.